# 耶律撒剌的
耶律撒剌的（やりつ さつらてき、生没年不詳）は、唐代の契丹迭剌部の首長。耶律勻徳実の四男。遼の太祖耶律阿保機の父。迭剌部の部民を率いて冶鉄をはじめさせた。耶律阿保機が遼を建てた後、宣簡皇帝の諡号と徳祖の廟号を贈られた。

## 妻子

### 妻
- 宣簡蕭皇后

### 子
1. 耶律阿保機（遼の太祖）
2. 耶律剌葛（字は率懶、惕隠・迭剌部夷離菫）
3. 耶律迭剌（字は雲独昆、中台省左大相）
4. 耶律寅底石（字は阿辛、守太師・政事令）
5. 耶律安端（字は猥隠、惕隠・北院夷離菫）
6. 耶律蘇（字は独昆、惕隠・南府宰相）

### 女
- 耶律余盧睹姑（述律皇后の同母異父兄の蕭室魯の妻）

## 伝記資料
- 『遼史』巻2 本紀第2